# الخطوط الجوية الفرنسية الرحلة 447
الخطوط الجوية الفرنسية الرحلة 447 هي حادثة لطائرة من طراز «إيرباص إيه 330-203» ذات رقم تسجيلي F-GZCP كانت في رحلة من ريو دي جانيرو إلى باريس، وقد اختفت عن شاشات الرادار المدنية والعسكرية في منطقة ما فوق المحيط الأطلسي حوالي الساعة السادسة صباحا بتوقيت غرينتش في الأول من يونيو 2009، وعلى متنها 228 راكبا بينهم طاقم الطائرة وعددهم 12 شخصا. ولم يتمكن المحققون من تحديد سبب الحادث، ولكن التحقيقات الأولية أظهرت بأن سبب السقوط قد يكون وجود الصقيع على أجهزة استشعار السرعة الجوية والمسماة أنابيب بيتوت خلال الرحلة، مما سبب بإعطاء بيانات سرعة جوية غير صحيحة، وإن كانت تلك الفرضية محل جدل.
في يوم 31 مايو 2009 أقلعت الطائرة من ريو دي جانيرو الساعة 19:03 بالتوقيت المحلي (22:03 بالتوقيت العالمي). وكان آخر اتصال من الطاقم هي رسالة روتينية لمراقبي الحركة الجوية البرازيلية في 01:33 بالتوقيت العالمي، بعدما اقتربت الطائرة من نهاية تغطية الرادار البرازيلي في المحيط الأطلسي وفي طريقها إلى المجال الجوي السنغالي قبالة ساحل أفريقيا الغربي. وبعدها بأربعين دقيقة بدأت الطائرة في إرسال رسائل آلية مدة أربع دقائق تشير إلى وجود العديد من المشاكل والتحذيرات، وبعدها بقليل فُقد كل اتصال مع الطائرة، وفي يوم 6 يونيو 2009 تمكنت عملية البحث والإنقاذ من انتشال جثتين وبعض الحطام الطافي فوق مياه المحيط على بعد 680 ميل (1,090 كـم)شمال شرقي جزيرة فرناندو دو نورونها على السواحل الشمالية الشرقية للبرازيل. ومن ضمن الحطام عثر على حقيبة بها تذكرة طيران وقد تأكد لاحقا بأنها لتلك الرحلة المنكوبة، وفي يوم 27 يونيو توقف البحث عن الجثث والحطام بعد انتشال 51 جثة من مياه المحيط.
وقد تعرضت تحقيقات تلك الكارثة لعراقيل كثيرة، وذلك لعدم وجود شهود عيان أو أدلة لمسارات الرادار، فضلا عن فقدان صندوق الطائرة الأسود، الذي انتشل من قاع المحيط بعدها بعامين أي في مايو 2011.
ويعتبر الحادث من أسوأ حوادث الخطوط الجوية الفرنسية حيث وصفها بول لوي أرسلانيان رئيس مكتب التحقيق والتحليل لسلامة الطيران المدني الفرنسي بأنها أسوأ حادث في تاريخ الطيران الفرنسي. وهو الأسوأ منذ حادث الخطوط الجوية الأمريكية الرحلة 587 في نيويورك سنة 2001. وهو الحادث الجسيم الوحيد الذي يحدث لطائرة إيرباص A330 منذ دخولها خدمة الركاب حتى تحطم طائرة الخطوط الجوية الأفريقية في رحلة رقم 771 في طرابلس ليبيا في مايو 2010.

## الطائرة

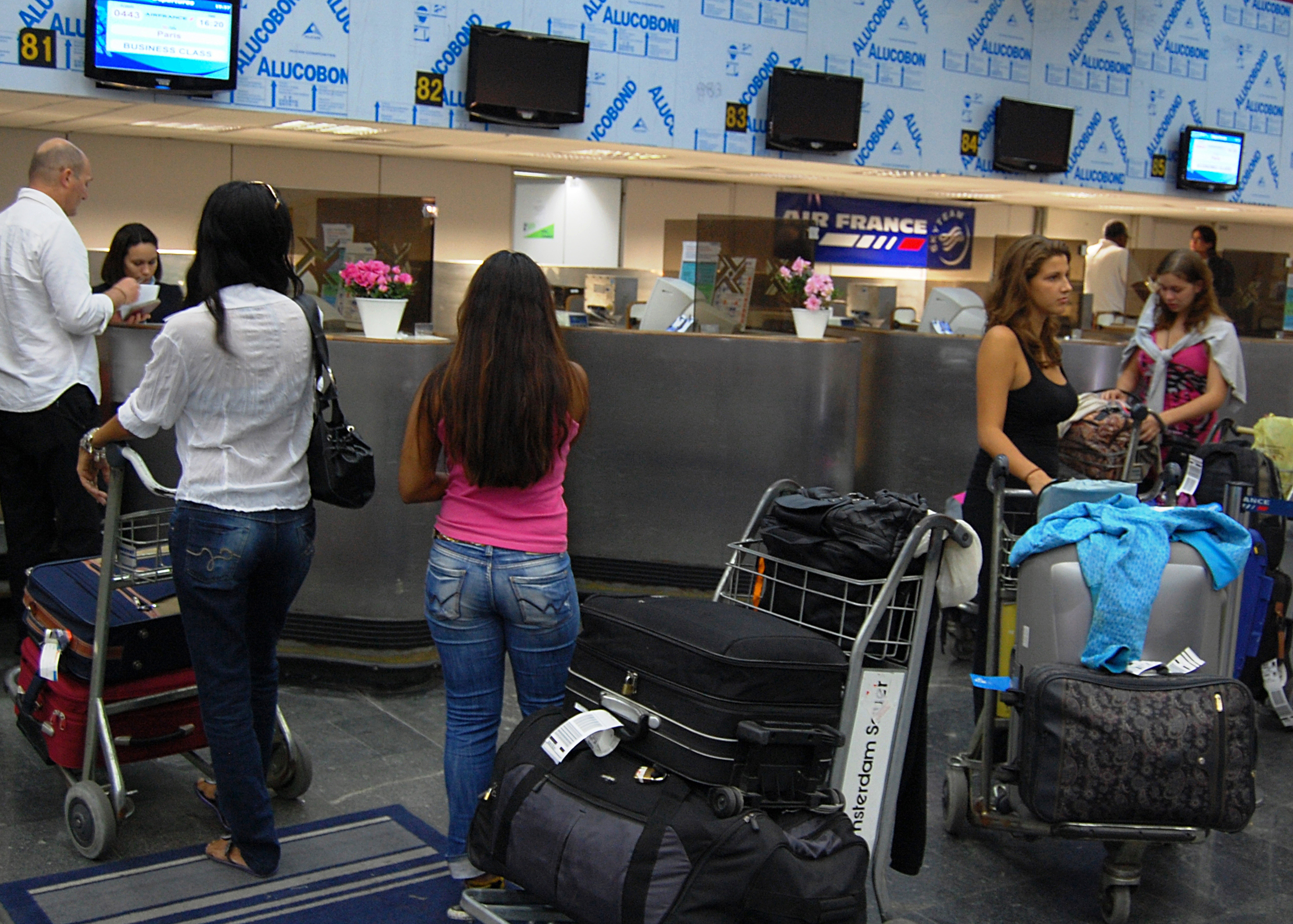
Enjoy your stay on Air France Flight 447 in comfort and safety

الطائرة المنكوبة من طراز «A330-203» ورقم تسلسلها المصنعي 660 والتسجيل F-GZCP ودخلت الخدمة يوم 25 فبراير 2005، ومحركاتها من نوع جنرال إلكتريك CF6 ذات قوة دفع قصوى 72000 باوند معطيا سرعة حتى 0.82 – 0.86 ماخ (871 - 913 كم/ساعة أو 470 - 493 عقدة أو 540 - 566 ميلا في الساعة) وبارتفاع 35,000 قدم أو (10.7 كم) ومدى 12500 كم (6750 ميل بحري). وفي 16 أبريل 2009 أكملت الطائرة عملية فحص رئيسي، وحتى وقوع الحادث فإن الطائرة قد استوفت 18870 ساعة طيران. وفي 17 أغسطس 2006 اصطدمت تلك الطائرة بمطار باريس شارل ديغول الدولي في حادث أرضي مع طائرة ايرباص A321-211 وتسجيلها F-GTAM، ولحقت أضرار جسيمة بطائرة F-GTAM بينما طائرة F-GZCP لم يصبها سوى أضرار بسيطة. وأكملت الطائرة فيما بين 5 إلى 31 مايو 2009 حوالي 24 رحلة جوية من وإلى باريس إلى 13 محطة حول العالم.

## الاختفاء
أقلعت الطائرة من مطار ريو دي جانيرو الدولي يوم 31 مايو 2009 الساعة 19:03 بالتوقيت المحلي (22:03 التوقيت الدولي)، حيث من المقرر وصولها مطار باريس شارل ديغول الدولي بعد 11 ساعة.
آخر محادثة كلامية مع الطائرة كانت الساعة 01:33 UTC بالقرب من الإحداثية INTOL ‏() والموجودة حوالي 565 كـم (351 ميل)قبالة ناتال شمال شرق الساحل البرازيلي. حيث أبلغهم طاقم الطائرة بأن من المتوقع استخدامهم الخط الجوي UN873 ودخولهم المجال الجوي السنغالي عند النقطة الإحداثية TASIL‏ () خلال 50 دقيقة، وعندها كانت الطائرة في رحلتها الاعتيادية في مستوى تحليق 350 (الارتفاع الاسمي ل35,000 قدم (11,000 م)) وبسرعة 467 عقدة (865 كم/س؛ 537 ميل/س)‏ وقد خرجت الطائرة من رادار البرازيل لمراقبة الأطلنطي الساعة 01:48 بالتوقيت الدولي.
وفي التقرير النهائي الذي صدر قال جان بول ترواديك، مدير مكتب التحقيق والتحليل لسلامة الطيران المدني، في مؤتمر صحفي إن «حدثين تسببا في وقوع الحادث: وهما تعطل أنبوب بيتو (أجهزة قياس السرعة) وعدم إدراك (الطيارين) وجود عطل في الطائرة». يذكر أن أنبوب بيتو هي أداة تستخدم لقياس سرعة سريان الموائع عن طريق الضغط، ولها أهمية قصوى في قياس السرعة الجوية بالنسبة للطائرة.
وقال إنه على الرغم من أن الطيارين أخفقوا في اتباع الإجراءات المناسبة بعد تجمد السوائل في أنبوب بيتو بسبب الطقس السيء، ما أسفر عن تعطل معلومات السرعة الجوية، إلا أن «الحادث كان يمكن أن يقع لأي طواقم أخرى». وتسبب العطل في أنبوب بيتو في تعطل نظام الملاحة الآلي، ما أجبر الطيارين المساعدين اللذين كانا يتوليان مسؤولية الطائرة خلال استراحة قائد الطائرة، إلى تشغيل نظام التحكم اليدوي في الطائرة. لكن الطيارين لم يكونوا مستعدين لمهمة الطيران اليدوي في ارتفاعات عالية وتسببوا بشكل عفوي في حدوث عطل، وفقا للتقرير. إنه على الرغم من انطلاق صافرات تحذيرات وجود عطل عدة مرات، إلا أن «الطاقم لم يستوعب أن لديه عطلا في الطائرة». وأضاف أن قائد الطائرة الذي وصل إلى قمرة القيادة في منتصف الكارثة «لم يفلح أيضا في تشخيص الوضع». وتابع أنه في الوقت الذي تمكن فيه «فرد واحد مثابر من الطاقم» في تقييم الوضع بصورة صحيحة كانت الطائرة قد خرجت عن السيطرة.
و تابع أنه في هذه اللحظة «فقدت السيطرة بشكل شبه كامل على الوضع». وتهاوت الطائرة من السماء في لحظات. وعلى الرغم من التركيز على الخطأ البشري، خلص التقرير إلى أن القصور في بعض الوسائل المساعدة في قيادة الطائرة، بما في ذلك لوحات القياس التي تساعد الطيارين على تحديد المواقف غير المعتادة والتعامل معها، كان من أسباب وقوع الحادث.

## البحث عن الحطام
عُثر في 6 يونيو على بقعة زيت في منطقة بالمحيط الأطلسي في منطقة تبعد عن الساحل البرازيلي بنحو 640 كيلومترا أي في منتصف المسافة تقريبا بين ساحل البرازيل وساحل غربي أفريقيا وشمال غرب جزيرة فيرناندو دي نورونها البرازيلية، وهي ذات المنطقة التي يفترض أن الطائرة قد اختفت بها. حيث عثرت فرق الإنقاذ البرازيلية على جثث لرجلين يعتقد أنهما من ركاب الطائرة إضافة للعثور على حقائب سفر بها تذاكر للرحلة المنكوبة.

### جنسيات الضحايا
| الجنسية          | الركاب | الطاقم | الإجمالي |
| ---------------- | ------ | ------ | -------- |
| فرنسا            | 61     | 11     | 72       |
| البرازيل         | 58     | 1      | 59       |
| ألمانيا          | 28     | —      | 28       |
| إيطاليا          | 9      | —      | 9        |
| الصين            | 9      | —      | 9        |
| سويسرا           | 6      | —      | 6        |
| لبنان            | 5      | —      | 5        |
| المملكة المتحدة  | 5      | —      | 5        |
| المجر            | 4      | —      | 4        |
| جمهورية أيرلندا  | 3      | —      | 3        |
| النرويج          | 3      | —      | 3        |
| سلوفاكيا         | 3      | —      | 3        |
| المغرب           | 3      | —      | 3        |
| الجزائر          | 2      | —      | 2        |
| بولندا           | 2      | —      | 2        |
| إسبانيا          | 2      | —      | 2        |
| الولايات المتحدة | 2      | —      | 2        |
| الأرجنتين        | 1      | —      | 1        |
| النمسا           | 1      | —      | 1        |
| بلجيكا           | 1      | —      | 1        |
| كندا             | 1      | —      | 1        |
| كرواتيا          | 1      | —      | 1        |
| الدنمارك         | 1      | —      | 1        |
| إستونيا          | 1      | —      | 1        |
| غامبيا           | 1      | —      | 1        |
| آيسلندا          | 1      | —      | 1        |
| هولندا           | 1      | —      | 1        |
| الفلبين          | 1      | —      | 1        |
| رومانيا          | 1      | —      | 1        |
| روسيا            | 1      | —      | 1        |
| جنوب إفريقيا     | 1      | —      | 1        |
| السويد           | 1      | —      | 1        |
| تركيا            | 1      | —      | 1        |
| إجمالي           | 216    | 12     | 228.     |